# كاراجورجي
كاراجورجي (1768 - 1817)، (Karađorđe كاراجورجي -أو- قره جورجي -أو- كاراجورجه -أو- جورج الأسود)، هو صربي قائد الانتفاضة الصربية الأولى ضد الإمبراطورية العثمانية والتي امتدت من 14 فبراير 1804 إلى 7 أكتوبر 1813.

## روابط خارجية
- كاراجورجي على موقع الموسوعة البريطانية (الإنجليزية)